# Antoine Baumé
Antoine Baumé, född 26 februari 1728 och död 15 oktober 1804, var en fransk farmaceut.
Baumé var professor i Paris, och uppfann en efter honom benämnd areometer och författade bland annat Eléments de pharmacie (1762, 9:e upplagan av Bouillon-Lagrange, 2 band, 1818). Baumé namngav även Baumé-graderna, ett tekniskt mått på vätskors specifika vikt.